# Hahnwald

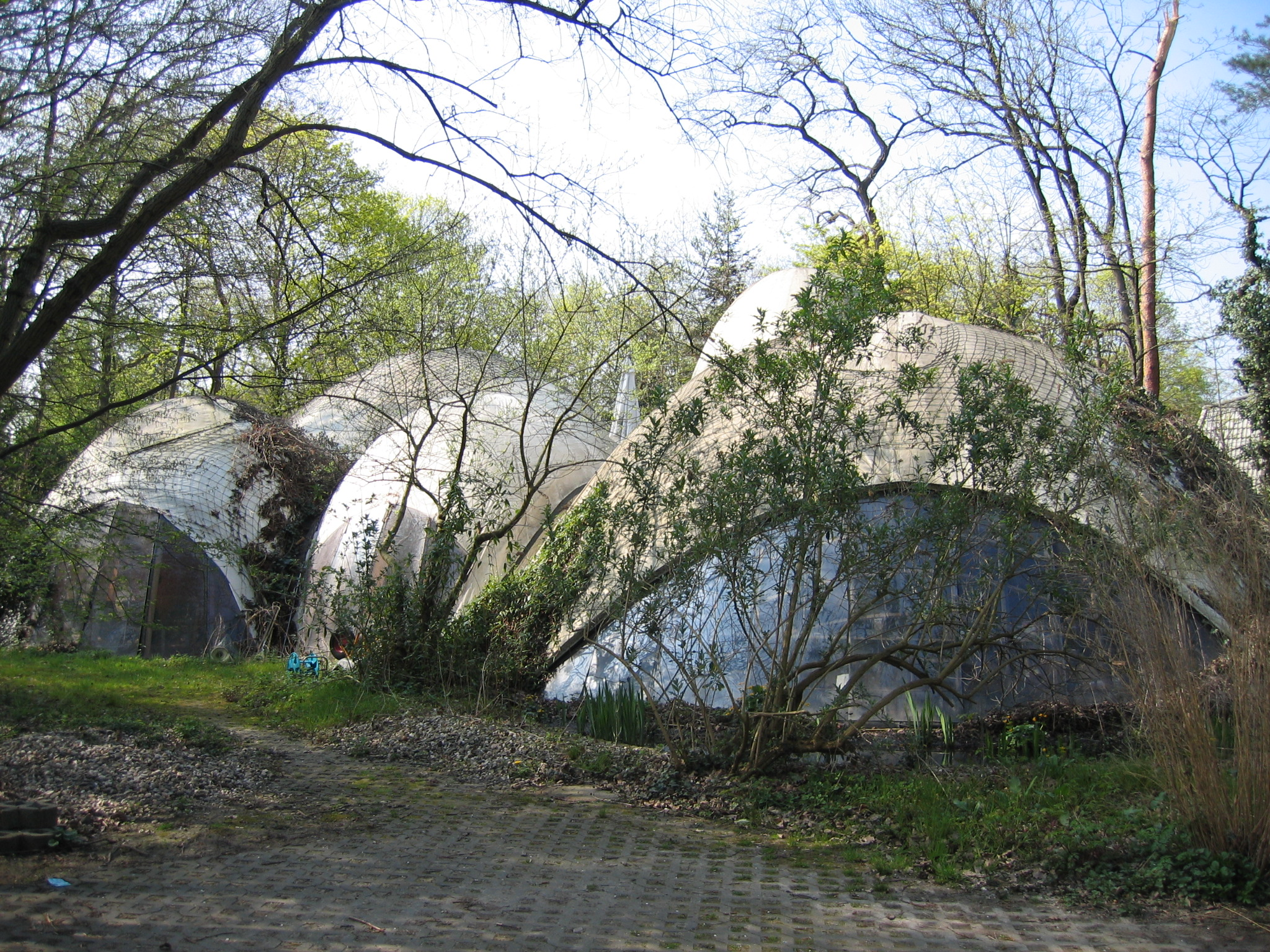
Haus OBU nach Plänen von Erwin Zander

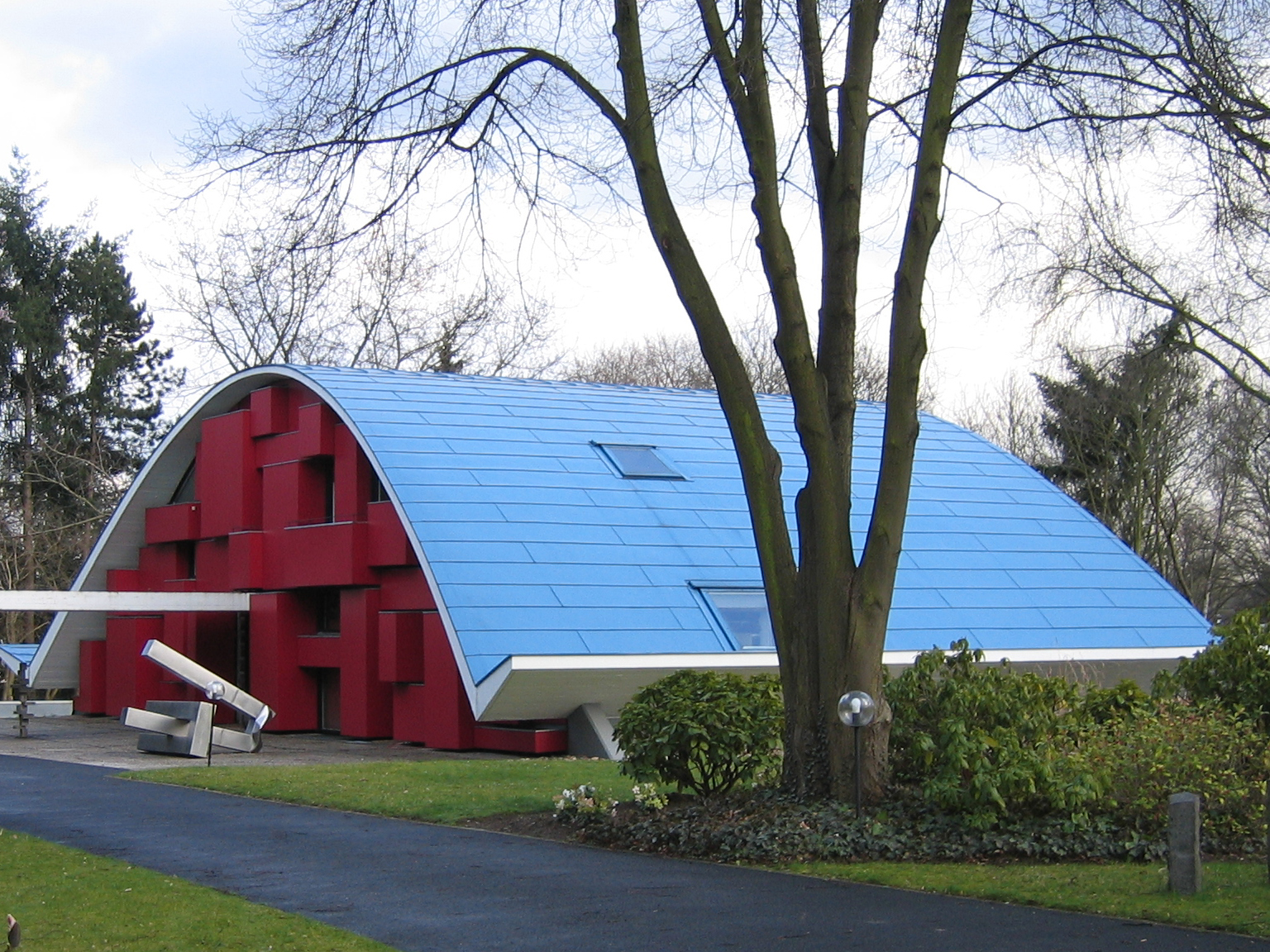
Haus X1 von Peter Neufert

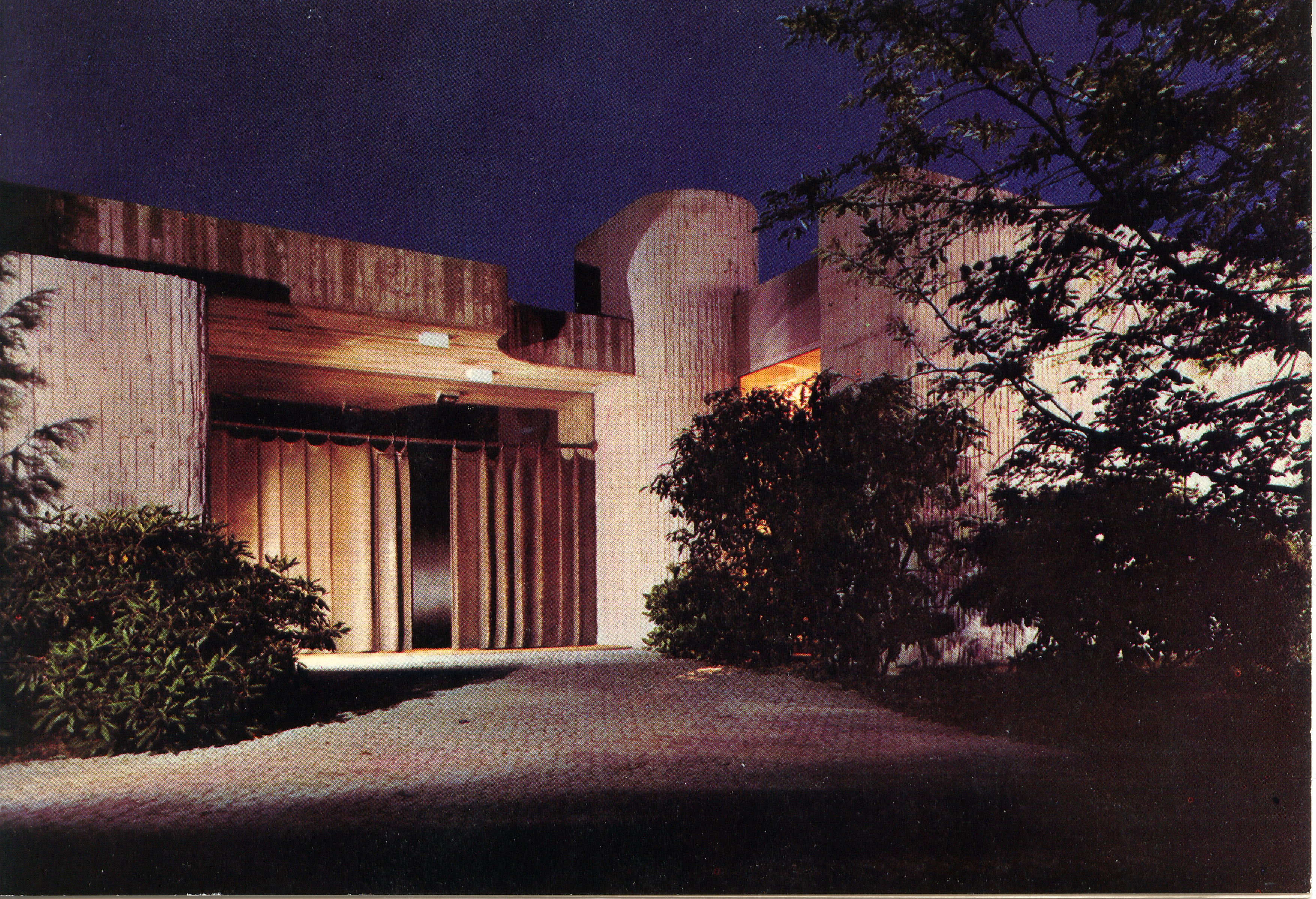
Bronzevorhang von Franz Mühl, Staatspreis NRW 1978

Hahnwald ist ein linksrheinischer Stadtteil im Süden von Köln, im Stadtbezirk Rodenkirchen und gehört zu den exklusivsten und teuersten Villenvierteln Deutschlands.

## Lage und Infrastruktur
Der durch seine relativ moderne Villenarchitektur, großzügige Gärten und den mitunter sehr alten Baumbestand geprägte Hahnwald gehört zu den gehobenen Wohnvierteln Kölns. Der ruhige Stadtteil liegt etwa 15–20 Autominuten vom Kölner Stadtzentrum entfernt in der für „gute“ Wohnlagen von Großstädten klassischen Südwestschneise.
Den Kern des Ortes bildet ein reines Wohngebiet. Außer einer Gärtnerei und einem zur Gänseaufzucht genutzten alten Bauernhof gibt es dort keinerlei Geschäfte oder Gewerbeflächen, ebenso wenig Kirchen oder andere öffentliche Einrichtungen.
Die Bebauung erfolgte nach einheitlichen Bauauflagen (überwiegend 2,5-geschossige Bauweise). Charakteristisch für die städtebauliche Anlage sind unter anderen die Grundstücksgrößen von ursprünglich mindestens 2000 m², die Raum für ausgedehnte Gartenanlagen bieten (später im so genannten „neuen Hahnwald“, einem in den 1970er Jahren erschlossenen Erweiterungsgebiet im Osten, auf 1000 m² reduziert). Weit größere Grundstücke mit parkartigen Gartenlandschaften von bis zu 20.000 m² waren und sind keine Seltenheit, die meisten von ihnen wurden aber in den 1980er und 1990er Jahren in kleinere Grundstücke aufgeteilt und neu bebaut. Heute gibt es nur noch vier in sich geschlossene Großanwesen. Neben den eher konventionellen Villen der Anfangszeit finden sich im Hahnwald auch Häuser in sehr modernem Stil und extravagante Bauwerke renommierter Architekten. Um die Bewohner vor Einbrechern zu schützen, patrouillieren seit über 25 Jahren die Objektschützer der Firma Securitas Tag und Nacht durch die Straßen der Siedlung.
Einkaufs- und Versorgungsmöglichkeiten finden sich unter anderem in den benachbarten Stadtteilen Rondorf und Godorf. Schulen und Bildungseinrichtungen in der Umgebung sind vor allem das Gymnasium Rodenkirchen, die Johannes-Gutenberg-Realschule in Godorf und die vor einigen Jahren eröffnete englische Schule St. George’s in Rondorf.
Kirchlich gehört der Hahnwald zur evangelischen Kirchengemeinde Rondorf und war Teil der früheren römisch-katholischen Pfarrgemeinde St. Remigius in Köln-Sürth, die im Zuge der Strukturreformen im Erzbistum Köln 2007 in der Katholischen Kirchengemeinde St. Joseph und Remigius Köln-Rodenkirchen / Sürth / Weiß aufgegangen ist.
Zum Stadtteil Hahnwald gehört auch das im Osten gelegene, seit den 1980er Jahren entstandene Gewerbegebiet Rodenkirchen an der Emil-Hoffmann-Straße. Es grenzt an die Stadtteile Rodenkirchen und Sürth.
Im Süden trennt der Kiesgrubenweg den Hahnwald vom Werksgelände des Raffineriezentrums Köln-Godorf (Werk Nord der Rheinland-Raffinerie der Shell Deutschland Oil GmbH), im Westen bildet die hinter der Bonner Landstraße liegende Autobahn 555 die Grenze des Hahnwaldes zum Stadtteil Rondorf.
In dem Wäldchen, das den Hahnwald im Norden nach Rodenkirchen hin begrenzt, liegt an der Fortsetzung des Judenpfades eine große Sportanlage (Marienburger Sportclub). Dort geht der Hahnwald unmittelbar in die Parklandschaft des schon zu Rodenkirchen gehörenden Naherholungsgebietes Friedenswald und den Forstbotanischen Garten über.

## Geschichte
Der Hahnwald ist einer der jüngsten Kölner Stadtteile. Der Ortsname nimmt Bezug auf einen früher hier gelegenen Hainwald, der 1610 als „Hendtgen“ und um 1800 als „Haalen“ belegt ist. Die offizielle Gründung (als Ortsteil der damaligen Gemeinde Rondorf, die sich ab 1961 Rodenkirchen nannte) erfolgte erst im Jahr 1949. Die Impulse, die zur Entstehung der neuen Villenkolonie im ländlichen Bereich außerhalb der (damaligen) Stadtgrenzen führten, gingen vom benachbarten Kölner Villenvorort Marienburg aus, zu dessen Hauptarchitekten der in Köln geborene deutsch-amerikanische Architekt Theodor E. Merrill (1891–1978) gehörte. Als Gründer der Ansiedlung gilt dessen Vater Harvey Cotton Merrill (1862–1953), der 1913 im Hahnwald einen Gutshof errichten ließ. Sein Sohn Theodor wurde zum Initiator der weiteren baulichen Erschließung des Gebiets und nahm damit eine Idee des 1907 verstorbenen Immobilien-Kaufmanns Ernst Leybold auf. Seit Ende der 1920er Jahre entstanden auf dem Gebiet des heutigen Hahnwaldes zunächst verschiedene großzügige Villen wohlhabender Kölner Bürger. Zu den ersten Anwesen gehörte der um 1928 an der Bonner Straße (heute Bonner Landstraße) errichtete Kiefernhof. Erst nach dem Zweiten Weltkrieg setzte eine umfangreichere Bebauung ein (1950 zählte der Ort 235 Einwohner, 1967 bereits 812). Die Eingemeindung des 3 km² großen Ortes nach Köln erfolgte im Rahmen der Gebietsreform in Nordrhein-Westfalen am 1. Januar 1975.
Von 1970 bis 2006 befand sich die Residenz des Botschafters der Republik Niger in der Bundesrepublik Deutschland in dem an der Bonner Landstraße gelegenen herrschaftlichen Landhaus Birkhof, das zu den frühesten Villen im Hahnwald gehörte und 2016/17 abgebrochen wurde (→ Liste der diplomatischen Vertretungen in Bonn). In Hahnwald war auch die Residenz des polnischen Botschafters beheimatet (→ Botschaft der Republik Polen (Köln)).
Im Jahre 1981 gab es in Hahnwald zwei spektakuläre Kindesentführungen: Im Entführungsfall Johannes Erlemann wurde am 6. März 1981 der elfjährige Sohn des im Hahnwald lebenden Finanzberaters Jochem Erlemann entführt; am 18. Dezember 1981 fand die Entführung der Nina von Gallwitz statt, der damals achtjährigen Tochter des Kölner Bankprokuristen Hubertus von Gallwitz. Beide Kinder kamen wieder frei. Im August 2007 erregte der spektakuläre Raub-Mord an der Millionärin Jutta Heimüller (1946–2007) Aufsehen, der zur Verurteilung des Gärtners Detlef W. zu lebenslanger Freiheitsstrafe führte. Anfang Oktober 2024 wurde der Betreiber der Sonnenstudio-Kette California Sun, der 74-jährige Phil Giesen, in seinem Haus im Hahnwald tot aufgefunden. Der Fall des offenbar von Einbrechern ermordeten Unternehmers blieb bislang ungeklärt und wurde durch eine Sendung von Aktenzeichen XY … ungelöst im Sommer 2025 bundesweit bekannt.

## Bevölkerungsstruktur und Einkommensverteilung
Struktur der Bevölkerung von Köln-Hahnwald (2021):
- Durchschnittsalter der Bevölkerung: 45,9 Jahre (Kölner Durchschnitt: 42,3 Jahre)
- Ausländeranteil: 10,3 % (Kölner Durchschnitt: 19,3 %)
- Arbeitslosenquote: 1,2 % (Kölner Durchschnitt: 8,6 %)
- Katholikenanteil: 34,2 % (Kölner Durchschnitt: 32,1 %)

Das durchschnittliche Pro-Kopf-Einkommen im Hahnwald beträgt 73.008 EUR und liegt damit ca. 300 % über dem Wert in NRW (23.328 EUR) und dem bundesweiten Wert (24.925 EUR); es übersteigt auch deutlich den deutschlandweiten Höchstwert innerhalb einer politischen Gemeinde (Starnberg mit 37.515 EUR).

## Bekannte Bewohner (Auswahl)
Bedingt durch die Exklusivität des Stadtteils und der großzügigen Grundstücke wohnen und wohnten viele bekannte Persönlichkeiten im Hahnwald. Zu den bekanntesten gehören:
- Gerhart Baum (1932–2025), Politiker[14]
- Wolfram Brück (1937–2016), Oberbürgermeister a. D. von Frankfurt am Main[15]
- Jan Brügelmann (1921–2012), Unternehmer und Bürgermeister a. D. der Stadt Köln[16]
- Katja Burkard (* 1965), Fernsehmoderatorin[17]
- Christoph Daum (1953–2024), Fußball-Trainer[18]
- Johann Maria Wolfgang Farina (1927–2005), Eau-de-Cologne-Fabrikant und Prinz Karneval 1952[19]
- Timo Horn (* 1993), Fußballspieler[20]
- Jana Ina (* 1976), Moderatorin[21]
- Günter Karweina (* 1922), Schriftsteller[22]
- Lieselotte Kattwinkel (* 1915, † nach 1976), Fotografin und Übersetzerin[23]
- Bernd Kollmann (1946–2017), Fotojournalist[24]
- Tobias Kollmann (* 1970), Wirtschaftswissenschaftler[25]
- Matthias Graf von Krockow (* 1949), Privatbankier[26]
- Toni Kroos (* 1990), Fußballspieler[27]
- Pietro Lombardi (* 1992), Sänger[28]
- Hans Mahr (* 1949), Fernsehmanager[17]
- Friedemund Madaus (1894–1967)[29], Pharmaindustrieller[30]
- Hans Meiser (1946–2023), Fernsehmoderator[31]
- Anthony Modeste (* 1988), Fußballspieler[20]
- Peter Neufert (1925–1999), Architekt[32]
- Tilmann Otto (* 1975), Reggaemusiker[33]
- Alpay Özalan (* 1973), Fußballspieler[34]
- Vitalis Pantenburg (* 1901, † nach 1979), Schriftsteller[23]
- Oliver Pocher (* 1978), Comedian[21]
- Stefan Raab (* 1966), Entertainer und Musikproduzent[31]
- Gerhard Richter (* 1932), Maler und Kölner Ehrenbürger[18]
- Erik Silvester (1942–2008), Schlagersänger[35]
- Lionel Souque (* 1971), REWE-Manager[20]
- Rolf Stommelen (1943–1983), Rennfahrer[35]
- Rosemarie Trockel (* 1952), Künstlerin[36]
- Hans-Jürgen Wischnewski (1922–2005), Politiker[37]
- Theo Wormland (1907–1983), Textilunternehmer[32]
- Giovanni Zarrella (* 1978), Sänger[21]